# Peregrine Cavendish
Peregrine Andrew Mornay Cavendish (ur. 27 kwietnia 1944) – brytyjski arystokrata, jedyny syn Andrew Cavendisha, 11. księcia Devonshire i Deborah Freeman-Mitford, córki 2. barona Redesdale.
Wykształcenie odebrał w Eton College i Exeter College w Oksfordzie, gdzie studiował historię. Od urodzenia nosił tytuł hrabiego Burlington. W latach 1950–2004 był tytułowany markizem Hartington. Po śmierci ojca w 2004 r. został 12. księciem Devonshire.
Książę jest znaną osobistością w świecie wyścigów konnych. Od 1997 r. jest Reprezentantem Jej Królewskiej Mości w Ascot. Jest również prezesem Ascot Racecourse Ltd. W 1980 r. został wybrany do Jockey Club, zostając w 1989 r. jego przewodniczącym. Na tym stanowisku pozostawał przez 5 lat, które obfitowały w zmiany w brytyjskim świecie wyścigów konnych, z którym największą było powołanie Brytyjskiej Rady Wyścigów Konnych. W czerwcu 1994 r. Devonshire został pierwszym przewodniczącym Rady i pozostawał na tym stanowisku do 1996 r. Za „oddanie wyścigom konnym” został w 1997 r. odznaczony Krzyżem Komandorskim Orderu Imperium Brytyjskiego.
28 czerwca 1967 poślubił Amandę Carmen Heywood-Lonsdale, córkę komandora Edwarda Heywood-Lonsdale. Peregrine i Amanda mają razem syna i dwie córki:
- William Cavendish (ur. 6 czerwca 1969), markiz Hartington, fotograf
- Celena Cavendish (ur. 1971)
- Jasmin Cavendish (ur. 1973)